# Richard Kane
Le général de brigade Richard Kane (1662 – 1736) était un officier de l'armée britannique originaire d'Irlande qui a servi comme gouverneur de Gibraltar (gouverneur par intérim ou temporaire) de 1725 à 1727. Il fut également gouverneur de Minorque de 1733 à 1736 (il en avait été le lieutenant-gouverneur depuis 1712).

## Origines
Fils de Thomas O'Cahan et de sa femme, Margaret Dobbin, il naquit au domicile de sa mère à Duneane, comté d'Antrim, en Ulster (Irlande), en décembre 1662. À l'âge de 26 ans, il anglicisa son nom en Kane et rejoignit un régiment de volontaires protestants dans sa ville natale, Carrickfergus, levé pour s'opposer au régime catholique de Jacques II.

## La guerre de Neuf Ans et la guerre de Succession d'Espagne
Kane s'est engagé comme lieutenant dans les volontaires d'Antrim, qui faisait partie de l'Armée du Nord . Il s'agissait d'une force de protestants improvisée pour s'opposer à l'Armée royale Irlandaise, fidèle à Jacques II.
Kane participa à la défense de Derry en 1689. Peu après, il rejoignit le régiment du comte de Meath (devenu ensuite le Royal Irish Regiment, aussi connu sous le nom de 18e régiment ) et combattit lors des campagnes de Guillaume III en Irlande. Il était présent à la bataille de la Boyne et au siège de Limerick en 1690.
Son régiment fut distingué en reconnaissance de sa bravoure lors du siège de Namur en 1695, au cours duquel il fut blessé. En 1702, suite au décès de Guillaume III, le duc de Marlborough prit le commandement de l'armée. Kane combattit sous les ordres de Marlborough dans de nombreuses batailles sanglantes de la guerre de Succession d'Espagne et fut grièvement blessé à Blenheim. En décembre 1710, la reine Anne le nomma colonel de son propre régiment d'infanterie (antérieurement le régiment du disgracié George Macartney ), qui fut finalement dissous en 1717.
En 1711, Kane embarqua pour le Canada dans une expédition infructueuse sous le commandement du général Jack Hill pour prendre Québec aux Français. Au cours de ce voyage, il visita Boston. L'année suivante, il commanda les troupes britanniques lors de la prise de la ville de Dunkerque qui se termina de manière désastreuse lorsqu'une épidémie tua la moitié des hommes.

## Minorque et Gibraltar
À l'été 1712, la reine Anne envoya le duc d'Argyll sur l'île espagnole de Minorque en tant que gouverneur. Minorque avait été prise par les Britanniques en 1708 et, selon les termes du traité de paix alors en cours de négociation, l'île devait rester aux mains des Britanniques. Argyll resta gouverneur titulaire pendant les trois années suivantes, mais le travail incombait en réalité à Richard Kane, nommé lieutenant-gouverneur. Il arriva sur l'île le 10 novembre 1712 et y resta, à part quelques absences, jusqu'à sa mort vingt-quatre ans plus tard.
À Minorque, contre l'ingérence de l'Église catholique romaine et toujours à court de fonds, Kane réforma le système juridique, rédigea une nouvelle constitution, fit construire une route reliant l'ancienne capitale espagnole, Ciudadela, à Mahón, la nouvelle capitale, et améliora le commerce en faisant de Mahón un port franc. Il introduisit de nouvelles méthodes agricoles et importa de nouvelles variétés de céréales, de nouvelles races de bétail et du trèfle résistant à la sécheresse pour les nourrir.
En 1720-1721, il fut nommé commandant de la garnison de Gibraltar lorsque celle-ci fut menacée par l'Espagne et, en 1725, George Ier envoya Kane à Gibraltar à nouveau pour renforcer les défenses et repousser les envahisseurs espagnols. Ce qu'il fit, tout en recommandant un gouvernement civil pour « le Rocher ». Georges Ier le récompensa en 1725 pour son travail en lui conférant le grade de colonel d'un régiment (qui deviendra le 9e régiment d'infanterie). Kane retourna à Minorque en février 1727, juste avant que les Espagnols ne lancent un siège infructueux sur Gibraltar.
Il fut officiellement nommé gouverneur de Minorque en 1733  et reçut le grade de général de brigade en 1735. Il ne fut pas fait chevalier. Richard Kane est mort à Mahon le 31 décembre 1736 après près de vingt-cinq ans de service dévoué sur l'île. Il fut enterré dans la chapelle du château de Saint-Philippe qui fut plus tard bombardé par les Espagnols. Un buste de J.M. Rysback avec une inscription latine énumérant ses nombreuses réalisations se trouve dans l'abbaye de Westminster. Bien qu'il ait été un excellent soldat, Kane est surtout connu comme l'administrateur colonial dévoué aux personnes dont il avait la charge.

## Mémorial à l'abbaye de Westminster

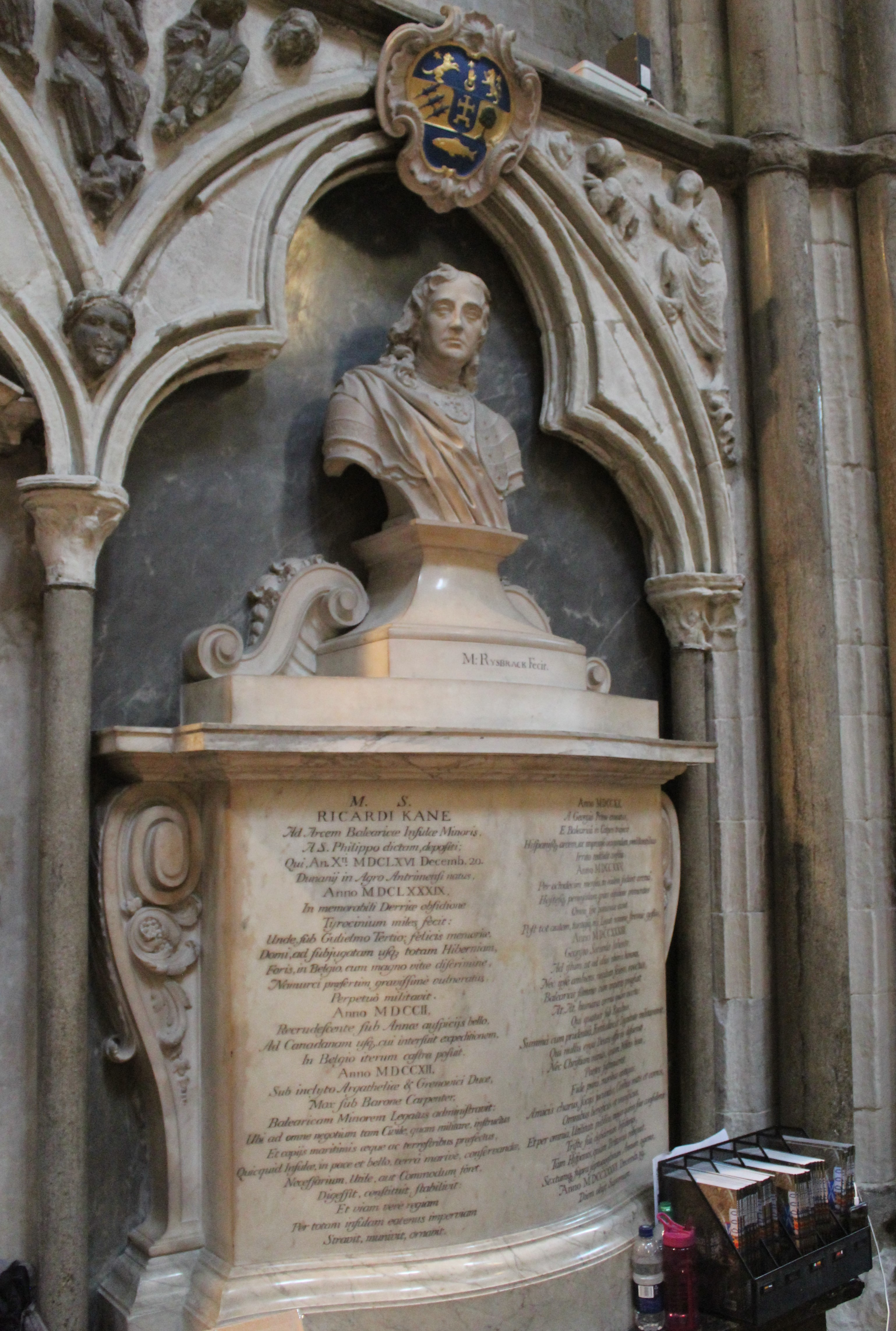
Monument à Kane, Abbaye de Westminster

Dans l'allée ouest du transept nord de l'abbaye de Westminster se trouve un mémorial à Kane réalisé par le sculpteur John Michael Rysbrack. Il s'agit d'un monument en marbre blanc, gris et noir avec un buste en armure aux cheveux mi-longs sur un piédestal. L'inscription latine peut être traduite :
"Consacré à la mémoire de Richard Kane qui repose dans la citadelle de Minorque, île des Baléares, baptisée en l'honneur de saint Philippe, né le 20 décembre 1666 à Duneane, dans le comté d'Antrim. En 1689, il fit son apprentissage militaire lors du célèbre siège de Derry. Par la suite, sous Guillaume III, d'heureuse mémoire, il poursuivit son service militaire, tant en Irlande, jusqu'à la soumission de toute l'Irlande, qu'à l'étranger, en Flandre, au péril de sa vie, notamment à cause d'une grave blessure reçue au siège de Namur. En 1702, lorsque la guerre éclata de nouveau sous le règne de la reine Anne, il fit de nouveau campagne en Belgique avant de rejoindre l'expédition au Canada. En 1712, sous le règne du célèbre duc d'Argyll et de Greenwich, puis du baron Carpenter, il fit office de gouverneur civil de Minorque où, assumant avec compétence toutes les tâches, civiles et militaires, et commandant l'armée comme la marine, il planifia, ordonna et entretint tout ce qui était nécessaire, opportun ou bénéfique à la préservation de l'île, en temps de guerre comme en temps de paix, sur mer comme sur terre. Il avait également pavé, fortifié et orné une véritable voie royale sur toute la longueur d'une île jusque-là impraticable. En 1720, à la demande de George Ier, il traversa Mahon pour Gibraltar et déjoua une attaque des Espagnols qui projetaient de s'en emparer par surprise. En 1725, il retourna sur le même théâtre d'opérations pour dix-huit mois et, lorsque l'ennemi assiégea la péninsule, anéantit tout son espoir de s'en emparer. Après cette série de brillantes réalisations en tant que lieutenant-gouverneur en 1733, sous le commandement de George II, sans l'avoir demandé ni en avoir eu connaissance, comme pour les autres fonctions qu'il avait remplies, il fut élevé au commandement suprême de Minorque. Mais oh, oh, combien la vie humaine est incertaine ! Lui qui, sous quatre souverains, avait porté les armes avec la plus grande habileté, le plus grand courage et la plus grande dignité, qui avait servi Dieu de tout son cœur et joué le rôle non moins important d'un chrétien que d'un bon soldat, de foi pure et de courtoisie à l'ancienne, cher à ses amis, aimable envers ses associés, affable envers son peuple, bon et généreux envers tous, et en toutes choses plus soucieux du bien public que du sien, quitta une île à la fois britannique et espagnole, pleurant tristement sa perte et, dans sa soixante-seizième année, le 19 décembre 1736, rendit son dernier souffle.